# Ouija
Pour les articles homonymes, voir Ouija (homonymie).

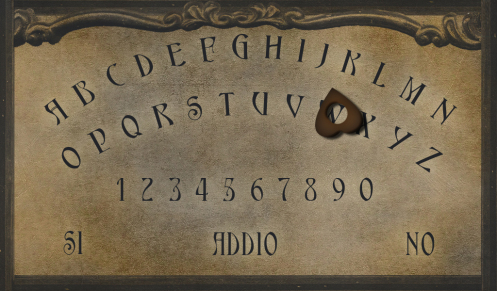
Exemple de planche ouija avec une « planchette (ici, en forme de coeur ».

Le ouija (prononcé : /wi.ʒa/ en français ; en anglais : /ˈwiː.dʒə/ ou /ˈwiː.dʒi/) est une planche censée permettre la communication avec des « esprits », elle fait partie des instruments de psychographie indirecte selon les spirites.
Le ouija est une planche sur laquelle apparaissent les lettres de l'alphabet latin, les dix chiffres arabes, ainsi que les termes « oui », « non », « bonjour » et « au revoir », censée permettre la communication avec les esprits au moyen d'un accessoire placé sur la planche, généralement un verre retourné ou une « goutte », un objet disposant d'un côté pointu.
Selon la parapsychologie, le ouija est un moyen classique, avec risque, d'entrer en communication avec le monde des esprits.

## Histoire
L'usage d'une planche recouverte de lettre pour communiquer avec les esprits s'inscrit dans l'engouement pour le spiritisme aux États-unis d'Amérique au XIXe siècle, notamment à la suite des nombreux deuils consécutifs à la guerre de sécession. Des journaux évoquent son usage dans les camps de spiritiste de l'Ohio en 1886.
Le nom "ouija" est inventé en 1890 à Baltimore par une médium, Helen Peters, et aurait été selon sa créatrice dicté par la planche elle-même. Un premier brevet est déposé par la Kennard Novelty Company, fondée entre autres par Elijah Bond, le beau-frère d'Helen Peters. L'office des brevets américain demande d'ailleurs avant de délivrer le brevet que la validité de l'invention leur soit prouvé, ce qui se traduit par une démonstration de spiritisme d'Helen Peters devant un fonctionnaire de l'office. L'entreprise Kennard Novelty Company fabrique et commercialise les planches, mais cède rapidement les droits à Wiliam Fuld qui en assure la vente sur catalogue. La famille de ce dernier continue d'assurer la fabrication et la vente des planches après sa mort accidentelle en 1927, avant de céder l'entreprise en 1966 à Parker Brothers rachetée dans un second temps par Hasbro.

## Utilisations notables

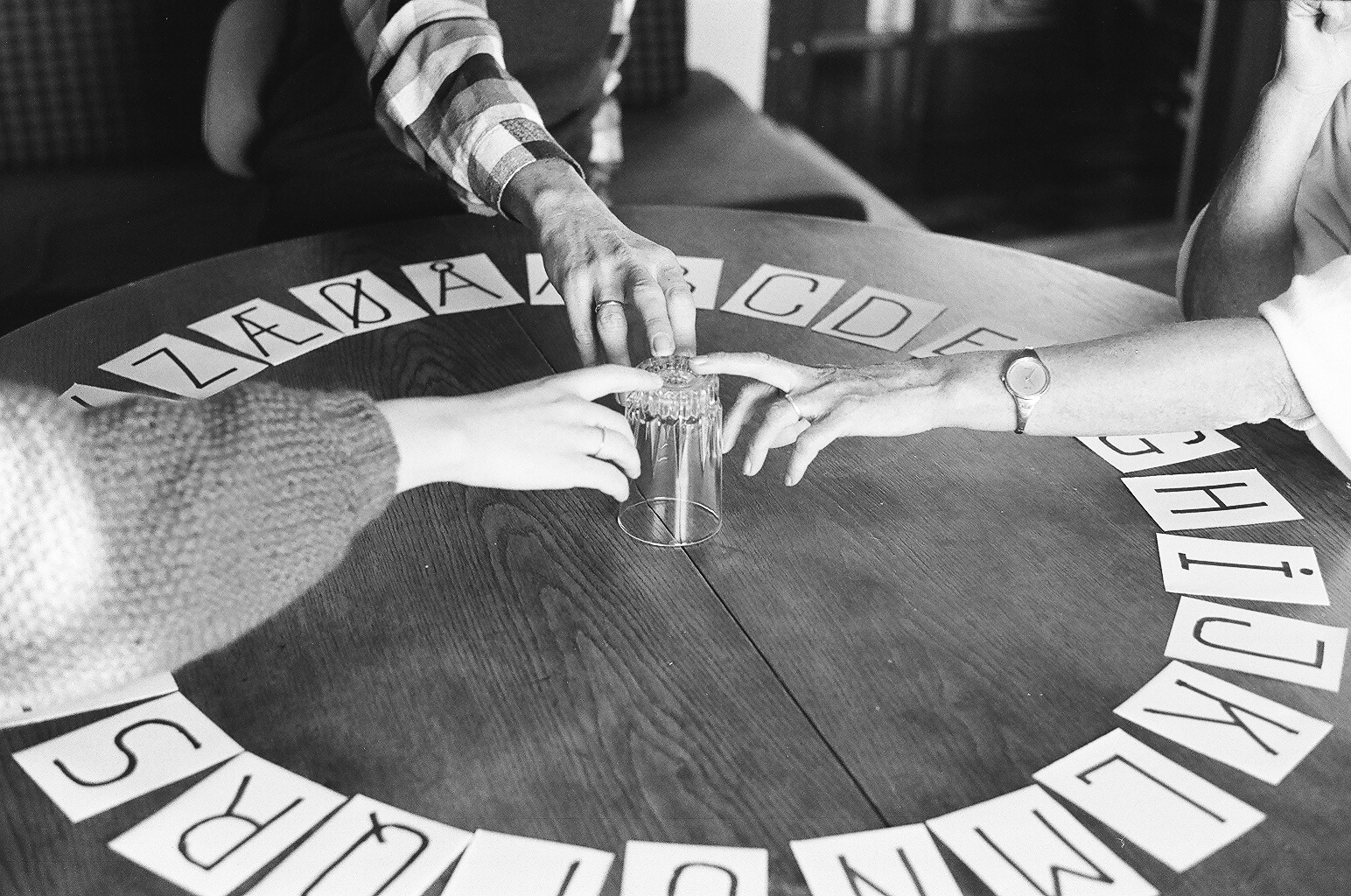
Séance de spiritisme avec un ouija non-commercial.

Romano Prodi, ancien président de la Commission européenne, affirme lors de la commission d'enquête sur le meurtre d'Aldo Moro, ancien chef du gouvernement, enlevé puis assassiné par les Brigades rouges que, lors d'une séance de spiritisme, les « esprits » lui auraient indiqué, via un ouija, qu'il était détenu dans un lieu nommé Gradoli.
Une descente de police dans le village de Gradoli (près de Viterbe) ne donne rien, mais il est révélé plus tard que Moro avait été détenu rue Gradoli à Rome.
Néanmoins, d'après The Independent, il ne s'agissait que d'un stratagème pour dissimuler sa réelle source, probablement un membre des Brigades rouges, afin de le protéger.

## Critiques sceptiques
Le phénomène a été critiqué par de nombreux scientifiques comme étant un canular lié à l'effet idéomoteur, c'est-à-dire que les participants déplaceraient le verre ou la goutte sans le savoir car leur conscience a envie de communiquer avec les esprits. Différentes études ont été menées, reproduisant les effets de la planche ouija en laboratoire et montrant que les sujets déplaçaient le verre ou la « goutte » de façon involontaire. Une session caractéristique se déroule avec la présence d'au moins deux personnes posant la main sur la planche. Il n'est alors pas nécessaire d'exercer une pression forte pour la faire bouger, les participants peuvent même ne pas s'en rendre compte. L'anticipation des mots à terminer (proche de l'effet chaîne de Markov) se montre par suivi des yeux. Les croyances paranormales et surnaturelles associées au ouija sont critiquées par la communauté scientifique, qui la considère comme une pseudoscience. L'action sur la planche peut être expliquée par des mouvements inconscients des personnes contrôlant la goutte. Ce phénomène s'appelle l'effet idéomoteur,,,,.

## Dans la culture

### Littérature
- Le Fléau de Stephen King. C'est ainsi que Randall Flagg se manifeste pour la première fois à sa fiancée.
- Le Cercle meurtrier d'Alexandra Sokoloff
- La Solution symbiose de Renaud Benoist
- Journal d'un vampire, tome 3 de L.J. Smith
- Un long silence de Mikal Gilmore
- À la recherche du temps perdu de Marcel Proust. Dans le célèbre épisode de l'appel de la grand-mère à Doncières, le narrateur compare le téléphone à une planche magique[14].
- Cinq heures vingt-cinq d'Agatha Christie
- Anna Caritas de Patrick Isabelle, aux éditions les Malins
- Brighton Rock de Graham Greene
- Elsie de Catherine Francoeur
- Homo zapiens (Generation „П“) de Viktor Pelevine

### Cinéma
- L'Exorciste (1973). La jeune Regan MacNeil communique avec le démon Pazuzu à l'aide d'une planche de ce type en pensant qu'il s'agit du Capitaine Howdy, personnage inventé. Après quoi, Pazuzu la possédera férocement.
- Apparences (2000)
- Long Time Dead (2002)
- Fantômas contre Scotland Yard (1967)
- September (1987) de Woody Allen
- Ouija (2005) de Khaled Youssef
- Slaughter Night
- Bizutage Mortel
- Ouija (1986) titre original Witchboard. Sélectionné au festival d'Avoriaz, de jeunes personnes à l'issue d'une séance de spiritisme avec un ouija deviennent la proie d'une entité maléfique.
- Paranormal Activity (2009)
- Paranormal Activity 2 (2010)
- Les Beaux Gosses (2009)
- Necromentia de Pearry Teo (en)
- The Pact de Nicholas McCarthy (2012)
- Haunter de Vincenzo Natali (2013)
- Inherent Vice de Paul Thomas Anderson (2014)
- Ouija (2014)
- Conjuring 2 : Le Cas Enfield (2016)
- Ouija : Les Origines (2016)
- Verónica (2017). À la suite d'une séance de ouija, la jeune fille invoque une entité maléfique qui va s'en prendre à elle et à sa famille.

### Télévision
- L'épisode 3 de la saison 1 de Ravenswood ;
- L'épisode 6 de la saison 3 de American Horror Story ;
- Dans l'épisode 7 de la saison 1 de Scream Queens, les Chanel utilisent une planche ouija pour contacter Chanel #2 puis dans l'épisode 4 de la saison 2, Chanel et Denise réutilisent la planche pour contacter Chad ;
- Dans plusieurs épisodes de Charmed, le ouija est un des deux objets emblématiques avec le Livre des Ombres au commencement de la série ; il guide les sœurs vers le Livre qui libère leurs pouvoirs ; la plus puissante formule de protection des trois sorcières est d'ailleurs gravée au dos de la planche, plutôt qu'inscrite dans le Livre ;
- L'épisode 13 de la saison 1 de Dr House ;
- L'épisode 6 de la saison 1 de Kyle XY ;
- Saison 2 de Supernatural ;
- L'épisode 4 de la saison 2 de Parents à tout prix ;
- L'épisode 6 de la saison 1 de Greek ;
- L'épisode 9 de la saison 1 de Vampire Diaries ;
- Dans l'épisode 14 de la saison 3 de Friends, un ouija est utilisé par Monica et Phoebe ;
- Dans un épisode de Parker Lewis, un ouija est utilisé par Franck Lehmer ;
- Dans plusieurs épisodes des Feux de l'amour, un ouija est utilisé par Jana ;
- Dans plusieurs épisodes de Dead Like Me, un ouija est utilisé par Reggie ;
- Dans un épisode de XxxHOLiC ;
- L'épisode 2 de la saison 3 de Breaking Bad ;
- Dans un épisode de Los hombres de Paco utilisé par Dani et Lis ;
- L'épisode 11 de la saison 4 de Les Soprano ;
- L'épisode Spiritisme de la série Ghost Whisperer ;
- L'épisode 11 de la saison 5 de Pretty Little Liars ;
- Dans l’épisode Halloween 2013 de Plus belle la vie, les ados mistraliens se livrent à une séance de ouija et entrent en contact avec leur amie ; dans l'épisode 3630 de la saison 14, plusieurs adolescents du lycée Vincent Scotto utilisent la table de ouija pour rentrer en communication avec un certain Slender Man ;
- L'épisode 7 de la saison 3 de Teen Wolf ;
- Dans les épisodes 82, 83 et 84 de Yu-Gi-Oh!, il s'agit d'une carte utilisée par Bakura ;
- L'épisode 9 de la saison 2 de Downton Abbey ;
- L'épisode 10 de la saison 1 de Queer as Folk ;
- L'épisode 2 de la saison 3 de Young Sheldon ;
- Dans la série Hantise :
  - dans l'épisode Une enfant en danger, Rosean utilise une table de ouija pour contacter Abagdu, une force satanique qui hante leur nouvelle maison et qui tente de prendre possession de son corps ;
  - dans l'épisode Horreur au Weasheaf Pub, un groupe d'amis font du spiritisme sur une table pour entrer en communication avec une jeune fille morte, tuée il y a fort longtemps, mais par malheur ils tomberont en premier sur le tueur de la petite fille ;
  - dans l'épisode Diabolique, un couple de jeunes mariés entrent en communication avec un démon ;
- Dans l'épisode 5 de la saison de 1 de Marianne, des adolescents fabriquent et utilisent une blanche de ouija afin d’invoquer une certaine Marianne ;
- L'épisode 5 de la saison 1 d'Agatha All Along.

### Musique
- L'album E. 1999 Eternal du groupe de rap américain Bone Thugs-N-Harmony, on trouve un court morceau d'interlude intitulé Mr Ouija 2, chanté sous forme de prière a capella ;
- L'album The Drug in Me is You du groupe de rock américain Falling in Reverse, un titre est intitulé Don't Mess with ouija boards ;
- L'album Taxidermy du chanteur drag-queen Sharon Needles, un titre est intitulé Call Me on the ouija Board, faisant plusieurs références à des films d'horreur cultes, qui ont marqué le box-office ;
- Dans A Change Would Do You Good (1996), quatrième titre de son album Sheryl Crow créé à la Nouvelle-Orléans, la chanteuse américaine Sheryl Crow fait référence à la planche ouija ;
- Le titre Ouija Board de Morrissey sur l’album Bona Drag en 1990.

### Jeux vidéo
- Le jeu vidéo indépendant The Binding of Isaac. La "ouija Board" est un objet changeant le protagoniste en spectre ;
- Dans Castlevania: Dawn of Sorrow, des tables ouija sont des ennemis à combattre. Ils permettent, si on acquiert leur caractéristique (soul), au héros Soma de pouvoir récupérer des points de vie en s'asseyant sur une chaise ;
- Le jeu vidéo Gone Home. L'un des objets pouvant être trouvé par le joueur est une table de ouija ;
- Le jeu vidéo Until Dawn. Josh, Ash et Chris utilisent une table de ouija pour communiquer avec Hannah et Beth ;
- Le MMORPG The Secret World. Le joueur doit trouver un ouija dans le Manoir Franklin pour la mission d'investigation ;
- Le jeu vidéo d'horreur à 4 joueurs Phasmophobia, où les joueurs peuvent l'utiliser avec leur propre voix pour poser des questions types au fantôme. L'utiliser ne serait-ce qu'une seule fois augmenterait très fortement l'agressivité du fantôme.

### Autres
- Dans l'épisode No more Mr. Knife Guy de The Annoying Orange, la planche ouija est utilisée par Pear ;
- Deux des modèles de la ESP KH2 de Kirk Hammett sont recouverts d'un ouija blanc ou noir.